# مهر ۱۳۸۹
مهر ۱۳۸۹ ششمین ماه از این سال است.

آغاز آن پنجشنبه: ‎۱ مهر ۱۳۸۹ (۲۳ سپتامبر ۲۰۱۰) میلادی
مطابق با 14 شوال ۱۴۳۱ قمری قراردادی می‌باشد.

## ۱ مهر ۱۳۸۹
- مجمع عمومی سازمان ملل آغاز به کار کرد

بان کی مون، دبیرکل سازمان ملل در سخنرانی افتتاحیه مجمع عمومی این سازمان گفت که این سازمان وجدان سنج جهان است، جهانی که در آن نابرابری اجتماعی رو به رشد بوده و زنان و کودکان متحمل این وضعیت بوده‌اند. او گفت: «بدون صلح، عدالت امکانپذیر نیست. اجازه دهید پیامی روشن به جهانیان ارسال کنیم و آن این که هیچ کشوری چه بزرگ و چه کوچک نمی‌تواند حقوق شهروندان خود را پایمال کند و مصون بماند.» باراک اوباما، رئیس جمهوری آمریکا نیز در سخنرانی خود از کشورهای جهان خواست نظرات منفی و بدبینانه خود را کنار بگذارند و از دور جدید مذاکرات مستقیم صلح خاورمیانه حمایت کنند. اوباما در بخشی از سخنرانی خود که به ایران اختصاص داد، گفت: آمریکا دست دوستی به سوی ایران دراز کرده اما این کشور حقوق و مسئولیت‌هایی دارد که اگر به این مسئولیت‌ها توجه نکند، باید پاسخگو باشد. رئیس جمهوری آمریکا افزود: ایران تنها عضو ان پی تی است که نتوانسته صلح آمیز بودن برنامه خود را ثابت کند. آمریکا و جامعه بین المللی به دنبال توافق هستند و درهای مذاکره باز است و ایران باید نشان دهد که برنامه هسته‌ای اش صلح آمیز است.بی بی سی فارسی
- مدودف فروش موشک اس -۳۰۰ به ایران را ممنوع کرد

دیمیتری مدودف، رئیس جمهوری روسیه، فرمان منع فروش موشک‌های ضد هوایی اس – ۳۰۰ و تسلیحات سنگین دیگر به ایران را امضا کرده‌است.
این اقدام در چهارچوب اجرای تحریم‌هایی مندرج در جدیدترین قطعنامه شورای امنیت سازمان ملل متحد علیه ایران انجام شده‌است.بی بی سی فارسی
- سخنگوی وزارتخارجه آمریکا: از مذاکره محرمانه با ایران اطلاع ندارم

دولت آمریکا این خبر که دیپلمات‌های ایران و ایالات متحده در حاشیه نشست مجمع عمومی سازمان ملل متحد در نیویورک مذاکرات مستقیم محرمانه داشته‌اند را تایید نمی‌کند. 